# Taufa Neuffer
Taufa Neuffer (30 agosto 1978) è un ex calciatore francese nato a Tahiti, di ruolo difensore.

## Carriera
Con il Tefana ha giocato 6 partite nella OFC Champions League 2010-2011 e 7 partite nell'edizione successiva.